# Minden bolondnak a maga eszköze
A minden bolondnak a maga eszköze a szoftverfejlesztésben az a gyakorlat, hogy az általuk alkalmazandó elveket nem használják a saját eszközeiknek létrehozásához, amelyek megkönnyítik a fejlesztést. A bolondok eszközei rendszerint szkriptek vagy bináris futtatható fájlok. A kifejezést pejoratív értelemben használják.
Jelei:
- Verziókezelés nélküli eszközöket továbbítanak e-mailben.
- A szkripteket olyan nyelven írják, amit egyébként nem használnak a vállalatnál.
- A fejlesztők munkaállomásain automatizálva futnak, és a szoftver életciklusának szempontjából fontos feladatokat végeznek.
- Nincsenek letesztelve, dokumentálva, a szerzőn kívül más nem vizsgálta át a kódot.
- A nem mi találtuk fel szindróma miatt sok különböző változatot használnak.

## Fordítás
Ez a szócikk részben vagy egészben  az   Every Fool His Own Tool című angol Wikipédia-szócikk fordításán alapul.  Az eredeti cikk szerkesztőit annak laptörténete sorolja fel. Ez a jelzés csupán a megfogalmazás eredetét és a szerzői jogokat jelzi, nem szolgál a cikkben szereplő információk forrásmegjelöléseként.